# 礒村吉徳
礒村 吉徳（いそむら よしのり、? - 1711年2月11日（宝永7年12月24日））は、江戸時代初期に活躍した数学者。文蔵、喜兵衛とも名乗った。号は泥竜、琢鳴である。1660年頃に書かれた『算法闕疑抄』の作者で知られている。また、本来ならば代数を使用しなければ解けない問題でさえ、そろばんで解いたことからそろばんの名人でもあった。

## 生涯
生年は不詳だが、肥前国鹿島（現:佐賀県）で鹿島藩藩主である鍋島正茂に仕えた。数学者の高原吉種に数学を学んだとされ、1658年には陸奥国二本松藩に仕え、現在の福島県で作事奉行として安達太良山から二本松城まで水道を開拓し、水を引いた。
1660年頃に吉徳が書いた主著で、当時の数学の教科書であった『算法闕疑抄』では数学書の『塵劫記』に書かれてある12つの問題の解が記載され、新しく150あまりの問題が『算法闕疑抄』に追記されてある（遺題継承）。なお、吉徳が付け足した問題は1684年に出版された『増補算法闕疑抄』に解の記載がある。
弟子には村瀬義益、中沢又助、三宅賢隆らが居た。
主な著書に『増補算法闕疑抄』（1684年）、『小関物語』などがあるが、現存していない。